# 2e régiment de chevau-légers lanciers
Das 2e régiment de chevau-légers lanciers, kurz auch nur: 2e régiment de chevau-légers oder 2e régiment de lanciers (dt.: 2. Leichtes Lanzenreiter-Regiment), war 1811 im Ersten Kaiserreich als Regiment leichter Kavallerie aufgestellt worden. Es wurde nach der Herrschaft der Hundert Tage aufgelöst.

## Chronologie
- 18. Juli 1811: Per kaiserlichem Dekret erfolgte mit diesem Datum die Aufstellung von neun Regimentern Chevau-légers. Für die ersten sechs wurden Dragonerregimenter umgewandelt, das 7. und das 8. entstanden aus den beiden Ulanenregimentern der Légion de la Vistule, und das 9. wurde aus dem 30e chasseurs à cheval (30. Regiment Jäger zu Pferde) gebildet.

Das 2e régiment de chevau-légers lanciers wurde durch Umwandlung aus dem 3e régiment de dragons gebildet.
- 12. Mai 1814: Mit der ersten Abdikation von Napoleon und der Rückkehr des Königs erhielt die Einheit, verstärkt durch Teile des 7e régiment de chevau-légers lanciers, den Namen Régiment de lanciers de la Reine.
- 1. März 1815: Während der Herrschaft der Hundert Tage erfolgte die Rückbenennung in 2e régiment de chevau-légers lanciers.
- 16. Juli 1815: Nach dem Ende des Kaiserreichs wurde das Regiment aufgelöst.

## Uniform
Zur Unterscheidung der einzelnen Regimenter wurden verschiedene Abzeichenfarben benutzt. Das 2. Regiment führte Hochorange als Abzeichenfarbe.
Die Chevau-légers trugen den Helm der Dragoner „à la Minerve“, jedoch statt mit dem schwarzen Pferdeschweif mit einer schwarzen (Trompeter weißen) Wollraupe auf dem Helmkamm. Helmglocke und Helmkamm waren aus Kupfer, der Schirm aus schwarzem Leder und mit einer kupfernen Schiene eingefasst. Er war mit einer kupfernen Schuppenkette ausgestattet. Um die Helmglocke war ein braunes Band (bei Offizieren Leopardenfell) gelegt. Offiziere führten auf der linken Seite des Helms einen oben weißen und unten roten Federstutz.
Es wurde ein dunkelgrüner Westenrock mit Taschenpatten „à la Soubise“ getragen. Der Rock war mit einem Plastron in der Abzeichenfarbe ausgestattet, ebenso in dieser Farbe waren die Ärmelaufschläge nach polnischer Art, die Umrandung der Epauletten und der Taschenpatten gehalten. Die Schoßaufschläge zeigten ebenfalls die Waffenfarbe, auf ihnen war ein grüner, napoleonischer Adler aufgelegt. Die Elitekompanien trugen rote Epauletten.
Als Hose zum normalen Dienst und zur Parade wurde eine grüne Stiefelhose nach ungarischem Schnitt getragen, die über den Seitennähten mit goldfarbenen Lampassen verziert war. Zur Felduniform wurde eine seitlich zu knöpfende Überhose mit Lederbesatz angelegt, die über die Stiefel bis zum Fuß reichte. Die Knopflochreihe befand sich auf einer Lampasse in der Abzeichenfarbe. Vorn auf den Oberschenkeln war eine goldfarbene Verzierung angebracht, die entfernt an ein Vitéz Kötés der Husaren erinnerte.
Die Stiefel aus schwarzem Leder entsprachen in Form und Schnitt denen der Husaren. Sie waren mit einer Bordüre um den oberen Rand und einer Quaste verziert (beides fiel 1812 weg). Der Leibgurt war aus weißem Leder mit einem Koppelschloss aus Messing mit aufgelegtem kupfernem Adler.
Über der linken Schulter wurde ein Bandelier aus weißem Leder mit einer schwarzen Kartusche getragen. Darüber lag ein ebenfalls weißer Ledergurt mit einem Haken, an dem der Karabiner eingehängt wurde. In der Kartusche konnten 18 Patronen aufbewahrt werden. Auf dem Deckel der Kartusche befand sich ein gekröntes „N“ aus Messing, die Elitekompanie führte an dieser Stelle jedoch eine Granate.
Über den Sattel war ein weißes (bei Trompetern schwarzes) Schaffell gelegt, das an den Rändern zickzackförmig mit einer Bordüre in der Abzeichenfarbe gesäumt war. Der Mantelsack hinter dem Sattel war mit einer Borte verziert, wobei die Farbe dieser Borte je nach Quelle unterschiedlich angegeben wird – weiß oder in der Abzeichenfarbe, mit oder ohne Regimentsnummer. Offiziere nutzten statt des Schaffells eine grüne Wolldecke mit silberner Bordüre. Die Decke war mit einem goldfarbenen Vorstoß eingefasst.

### Offiziere
Offiziersuniformen fielen durch reichhaltige Tressenverzierung auf. Bandelier, Leibgurt, Satteldecke und Mantelsack waren mit Goldlitzen verziert. Auch die Verzierung der Hose war bedeutend reichhaltiger.
Für den kleinen Dienst gab es die:
- Stadtuniform (tenue de ville) mit:

dem etatmäßigen Rock mit Plastron, weißer Kniebundhose, weißen oder schwarzen Strümpfen, schwarzen Schnallenschuhen und einem schwarzen Zweispitz.
- Gesellschaftsuniform (tenue de société) mit:

dem etatmäßigen Rock ohne Plastron, weißer Kniebundhose, weißen Strümpfen, schwarzen Schnallenschuhen und einem schwarzen Zweispitz.

### Trompeter
Die Trompeter des Regiments trugen einen dunkelblauen Rock, Plastron und Kragen in der Abzeichenfarbe waren mit einer weißen Borte eingefasst. Der Helmkamm trug eine Raupe aus weißer Wolle, auf der linken Seite der Helmglocke war ein weißer Federstutz befestigt.

## Bewaffnung
Die Chevau-légers waren mit der 2,76 Meter langen und 1,96 Kilogramm schweren Lanze, dem Säbel der leichten Kavallerie, einem Karabiner und einer Pistole bewaffnet. (So mit einer sperrigen Last überladen, war es den Reitern ein Anliegen, Lanze oder Karabiner alsbald zu „verlieren“, um sich so mehr Bewegungsfreiheit zu schaffen.)

## Regimentskommandanten
- 1811 bis 22. Februar 1814: Colonel Pierre Berruyer
- 23. Februar 1813 bis Mai 1814: Colonel Jean Joannès
- Mai 1814 bis Juli 1815: Colonel Jean-Baptiste Sourd

### Offiziersverluste 1811 bis 1815
- Gefallen: 7 (einschließlich Colonel Berruyer)
- An ihren Verwundungen verstorben: 5
- Verwundet: 51 (einschließlich Colonel Berruyer am 18. November 1812 und Colonel Sourd am 17. Juni 1815)

## Einsatzgeschichte
Das 2e régiment de chevau-légers lanciers zog 1812 mit in den Russlandfeldzug, wo es zum 2. Kavalleriekorps gehörte. Es kämpfte in der Schlacht bei Borodino und in der Schlacht an der Beresina.
Das Regiment nahm 1813 mit der Grande Armée am Feldzug in Deutschland teil und kämpfte in der Schlacht an der Katzbach und in der Schlacht bei Hanau.
Im Feldzug in Frankreich 1814 standen die Lanciers in der Schlacht bei La Rothière, der Schlacht bei Montmirail, der Schlacht bei Vauchamps, der Schlacht bei Bar-sur-Aube und der Schlacht bei Fère-Champenoise.
Nach seiner Rückkehr von der Insel Elba am 1. März 1815 wurde die Armee von Napoleon neu organisiert. Per Dekret vom 20. April 1815 erhielten die vormaligen Kavallerieregimenter ihre Nummerierung zurück, die sie während der ersten Restauration verloren hatten. Die Einheit hieß demnach wieder 2e régiment de chevau-légers lanciers und war während der Herrschaft der Hundert Tage am Feldzug in Belgien beteiligt, in dem es an der Schlacht bei Waterloo teilnahm.
Am 18. Juli 1815 wurde die gesamte Napoleonische Armee im Rahmen der endgültigen Abdankung von Napoleon und der Wiederherstellung der Bourbonenmonarchie entlassen. Das Regiment wurde danach nicht wieder aufgestellt und das verbliebene Personal in das „12e régiment de chasseurs à cheval de la Marne“ eingegliedert.

## Standarten
Das Regiment war mit drei unterschiedlichen Standarten ausgestattet: dem Modell von 1804, von 1812 und von 1815. Die Einheit führte den Aigle de drapeau des „3e régiment des dragons“ weiter, ebenso wurden die ehrenvollen Erwähnungen, die sich das Vorgängerregiment verdient hatte, als Inschriften auf der Rückseite der Standarte (Modell von 1812 und von 1815) aufgeführt.

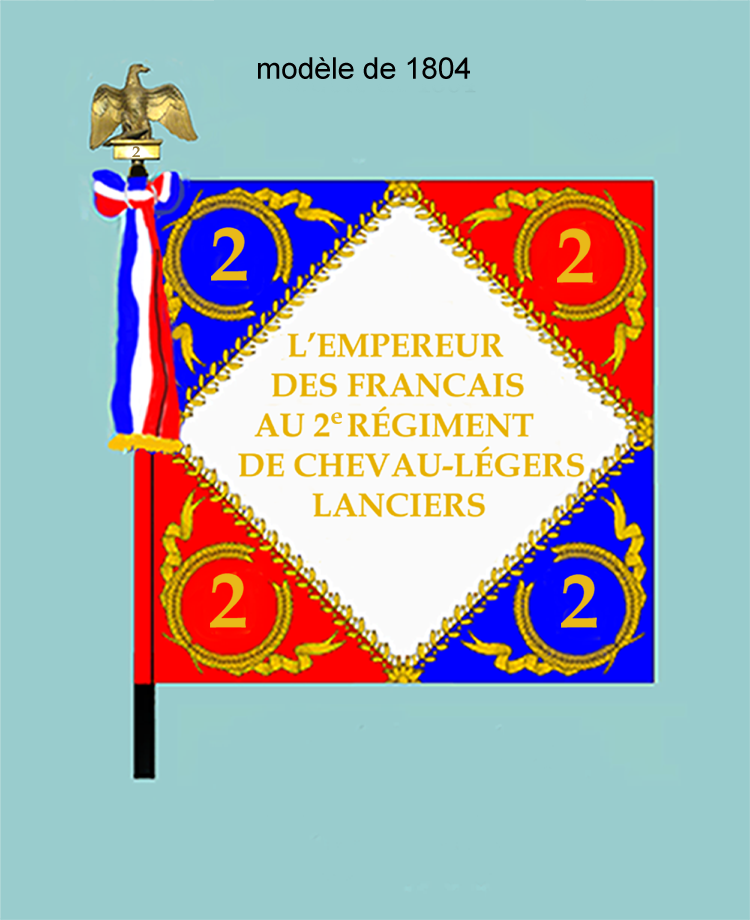
1804
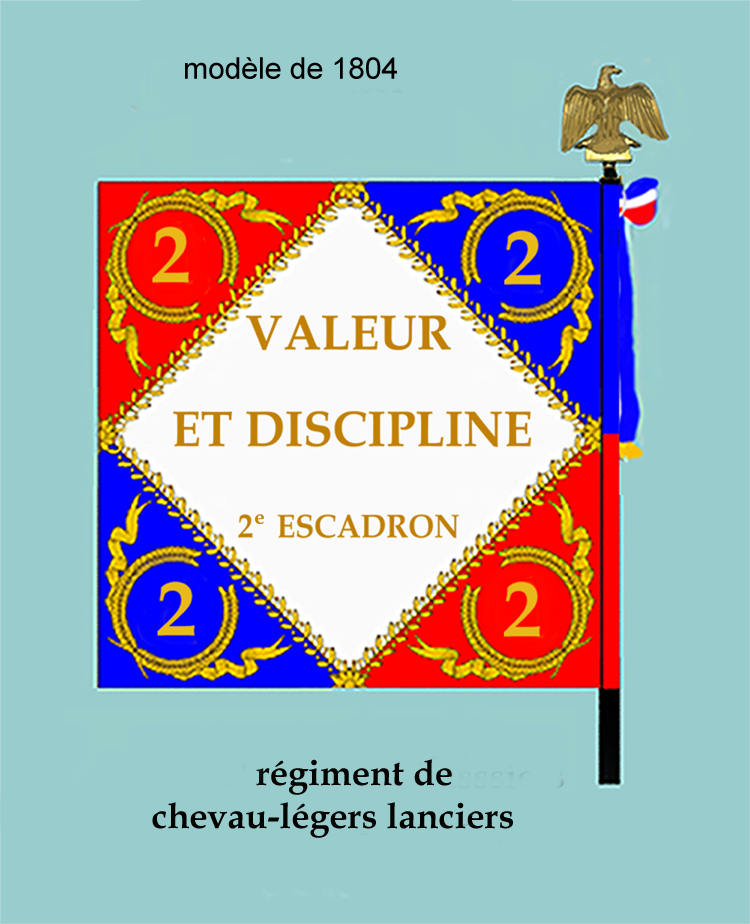
1804
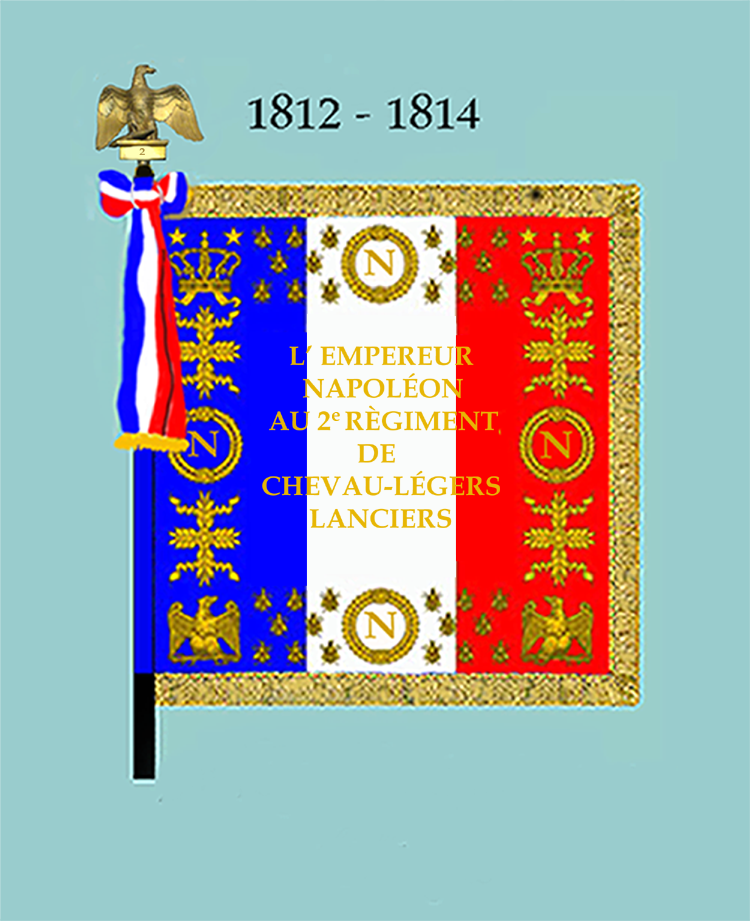
1812
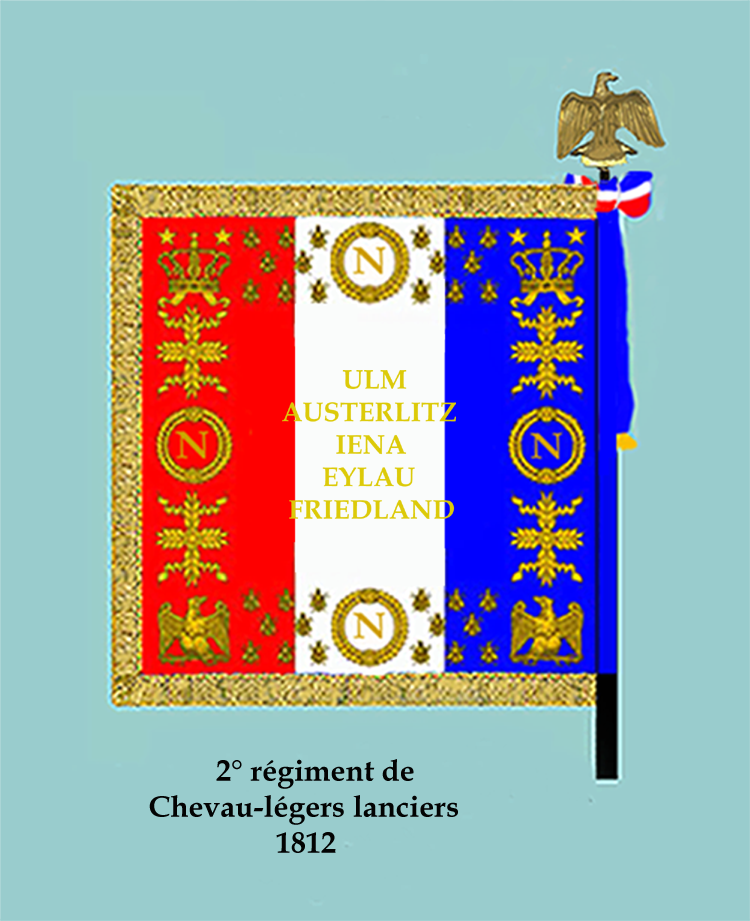
1812
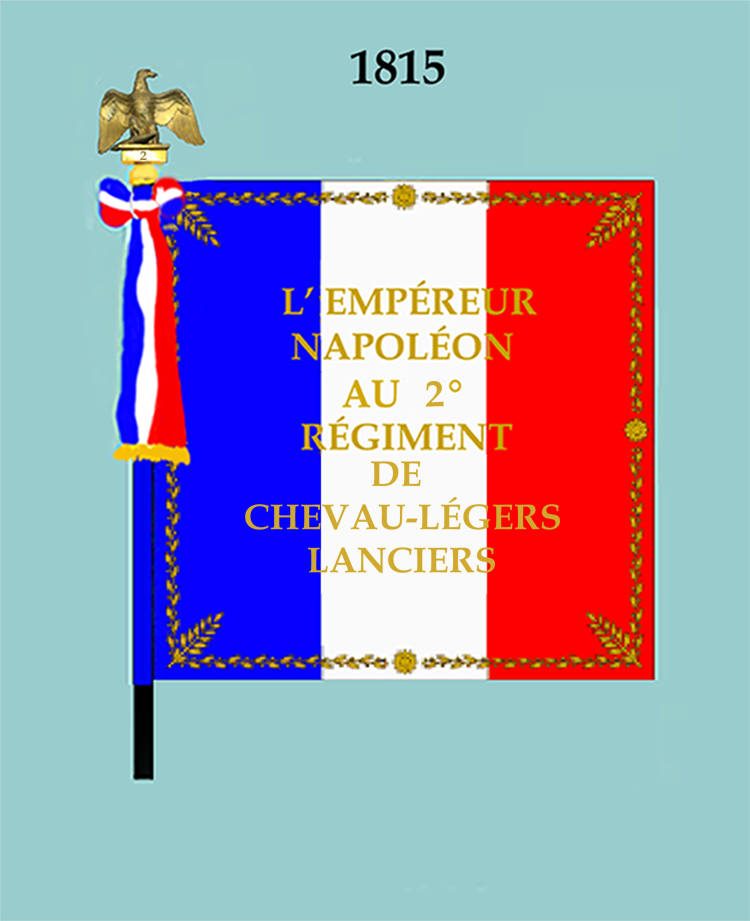
1815
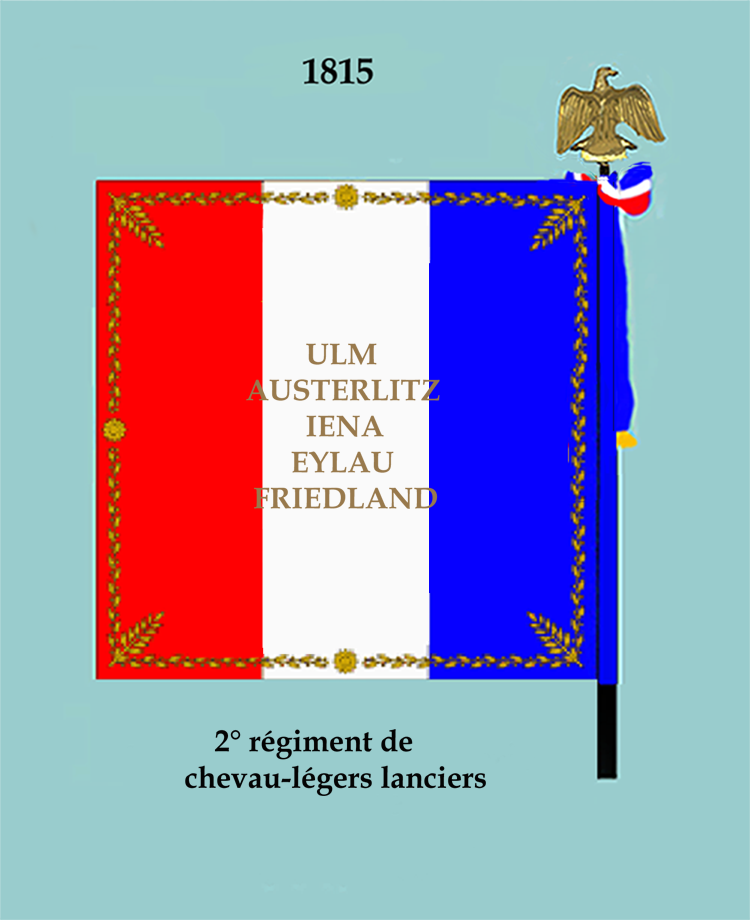
1815